# Tombe de Humâyûn
La tombe de Humâyûn (en ourdou : ہمایوں کا مقبرہ Humayun ka Maqbara ; en hindi हुमायूँ का मकबरा) est un complexe d'architecture moghole à Delhi, en Inde. Le site se trouve près du Purana Qila à Nizamuddin Est et abrite la tombe de l'empereur Humayun ainsi que de 150 membres de la famille royale, d'où son surnom de nécropole de la dynastie moghole. Outre la sépulture de Humayun, on trouve dans le bâtiment principal les tombes de ses femmes Biga Begum et Hamida Begum ainsi que de Dara Shikoh, son arrière-arrière-petit-fils. Les empereurs moghols Jahandar Shah, Farrukhsiyâr, Rafi-ud-Darajat, Rafi-ud-Daulat et Alamgir II y sont également enterrés.
Première tombe-jardin du sous-continent indien, c'est le premier édifice de cette taille à être construit en grès rouge. Son jardin de style perse est alors inédit en Inde et marque les progrès de l'art moghol, qui atteindra son apogée avec un autre mausolée : le Taj Mahal.
Le complexe a été inscrit au patrimoine mondial de l'UNESCO en 1993 et a depuis été largement restauré.

## Histoire

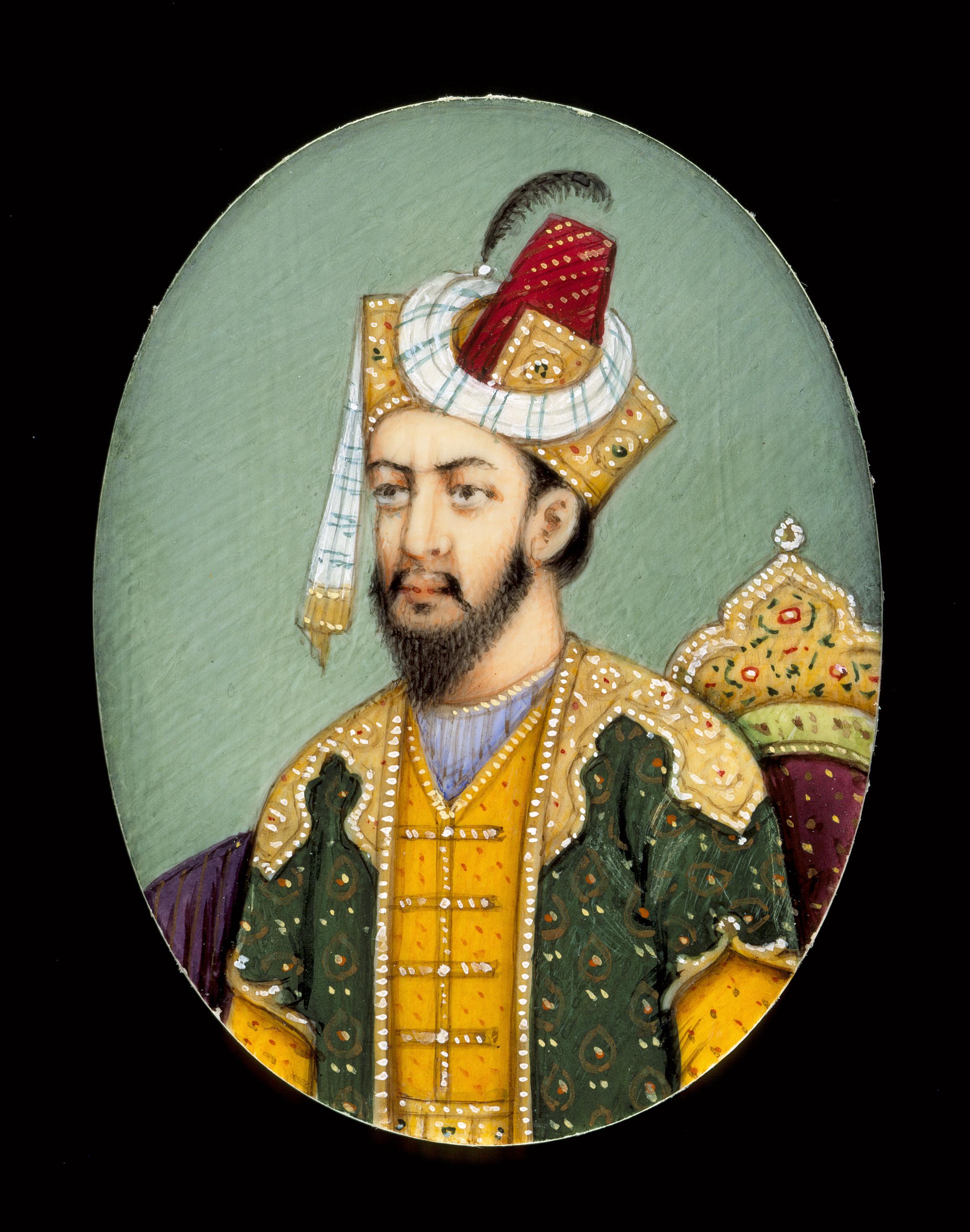
Portrait d'Humayun (aquarelle et or sur ivoire).

Après sa mort en 1556, Humayun fut d’abord enterré au Purana Qila, à Delhi. De crainte que sa tombe ne soit profanée par le roi Hemu, qui venait de vaincre les armées mogholes, Akbar ordonna que la dépouille de son père soit déplacée dans le Punjab. Neuf ans après la mort de l’empereur, sa première femme Bega Begum (également appelée Hajji Begum) décida de construire une nouvelle tombe bien plus sophistiquée en hommage à son époux. Les travaux commencèrent en 1569 et s’achevèrent vers 1571 pour un coût total de 1,5 million de roupies. Biga, aidée financièrement par Akbar, fit appel à l'architecte persan Mirak Mirza Ghiyath (aussi appelé Mirak Ghiyath al-Din), qui avait déjà conçu plusieurs monuments à Herat, sa ville d'origine, ainsi qu'à Boukhara. Cependant celui-ci mourut avant la fin des travaux, qui furent continués par son fils Sayyid Mohammed ibn Mirak Ghiyath al-Din.
Le jardin de 13 hectares qui entoure le tombeau a beaucoup changé au cours des siècles. Le déclin de l'Empire moghol associé à un entretien prohibitif provoqua la ruine du complexe et de son jardin, qui fut remplacé au XVIIIe siècle par un potager. En 1860, le Chahar bagh fut remplacé par un jardin à l'anglaise. Cependant, le jardin originel fut restauré au début du XXe siècle par Lord Curzon.
Pendant la partition des Indes, le complexe servait de refuge aux musulmans qui désiraient émigrer au Pakistan. Pendant cinq ans, la tombe de Humayun abrita plusieurs dizaines de milliers de personnes, ce qui endommagea considérablement le jardin perse ainsi que les principaux bâtiments. Cependant, afin de le protéger du vandalisme, le cénotaphe fut recouvert de briques. Après la partition, l’Archaeological Survey of India s’occupa de la protection de ce monument historique et les bâtiments ainsi que le jardin furent progressivement restaurés.

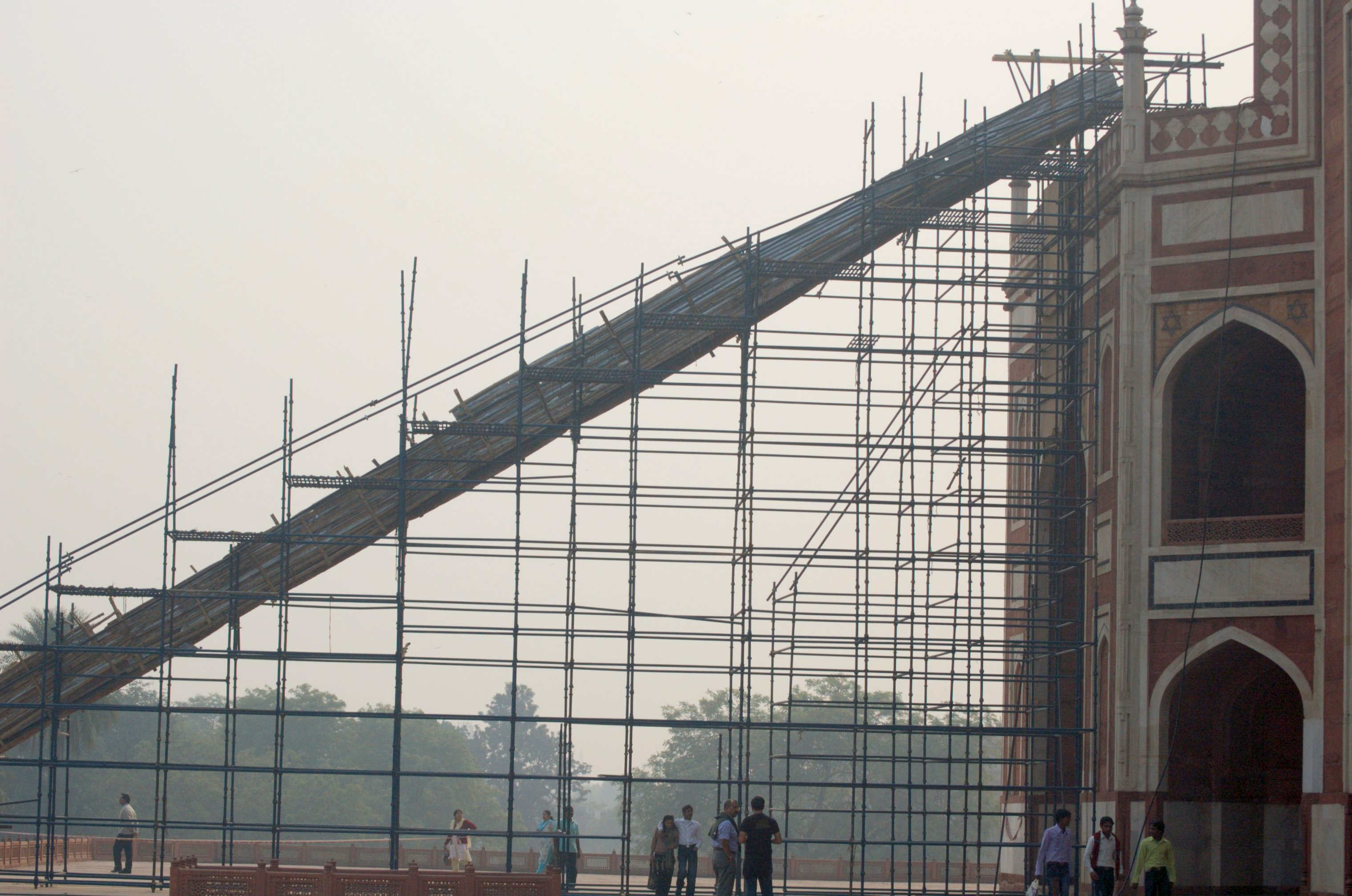
Restauration de l'édifice principal.

La restauration s'accéléra à partir de 1993, année durant laquelle le complexe fut inscrit au patrimoine mondial de l'UNESCO. De grandes fouilles archéologiques menées par l’Archaeological Survey of India et le Trust Aga Khan pour la culture permirent de restaurer les jardins perses ainsi qu'une grande partie des monuments du complexe. Ce sont ainsi plus de 2500 arbres et plantes qui furent replantés afin de recouvrir les 12 hectares que comptait le jardin originel. Un nouveau système hydraulique fut mis en place, ce qui permit aux fontaines, qui étaient hors service depuis plusieurs siècles, de fonctionner à nouveau. La restauration s'acheva en 2003.

## Architecture

### Tombe du Barbier
Au sud-est du jardin se trouve une tombe carrée dite "du Barbier", aussi connue sous le nom de Nai-ka-Gumbad. La proximité de cette tombe avec le bâtiment principal suggère l'importance de son occupant, bien qu'aucune inscription ne nous renseigne sur son identité. La tombe a été construite vers 1590 sur une plateforme surélevée et ne comporte qu'une chambre surmontée d'un double dôme. Elle renferme deux pierres tombales sur lesquelles sont gravés deux versets du Coran.

## Galerie

Tombe de Humâyûn
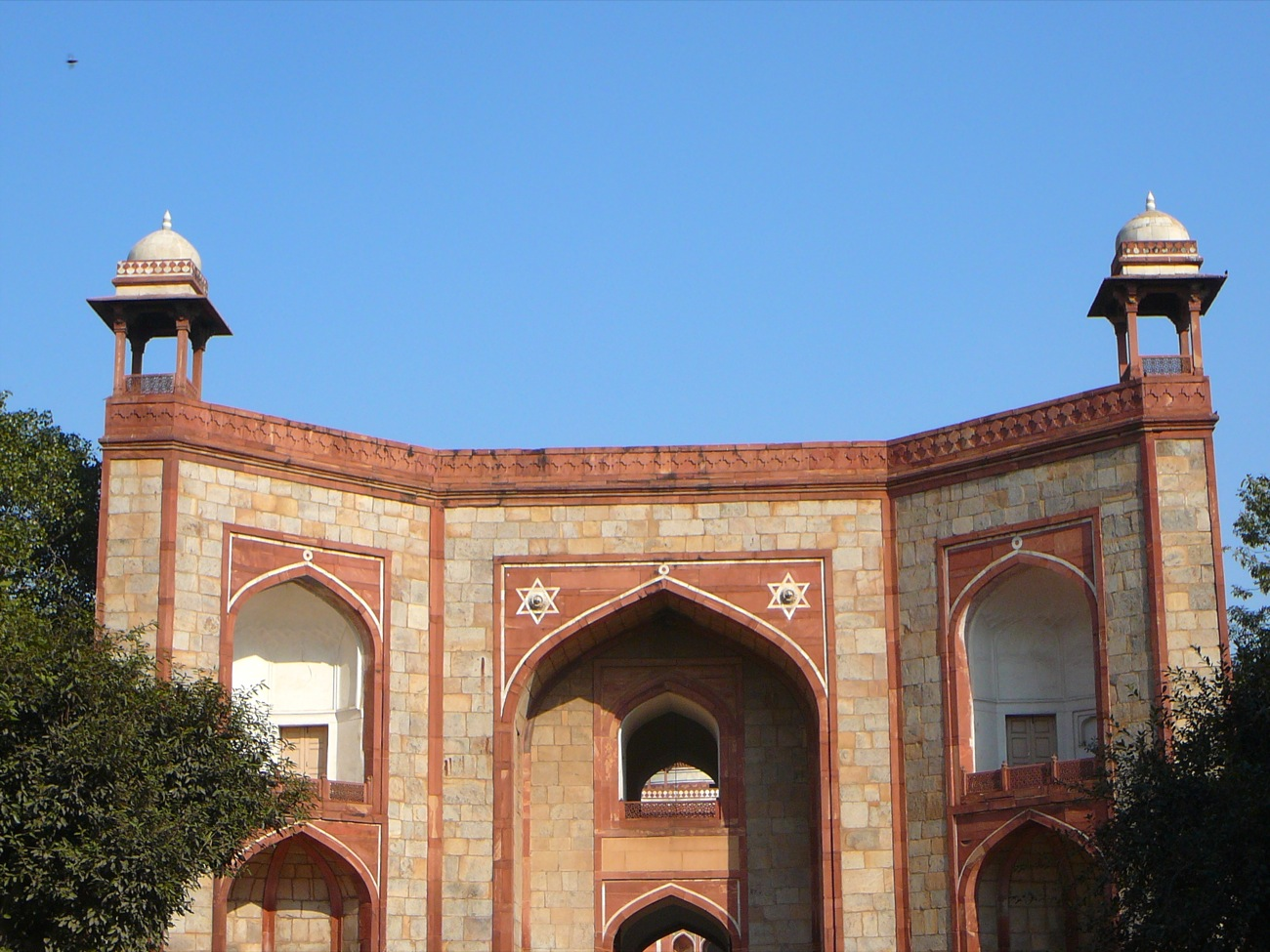
Portail d'accès à la tombe.
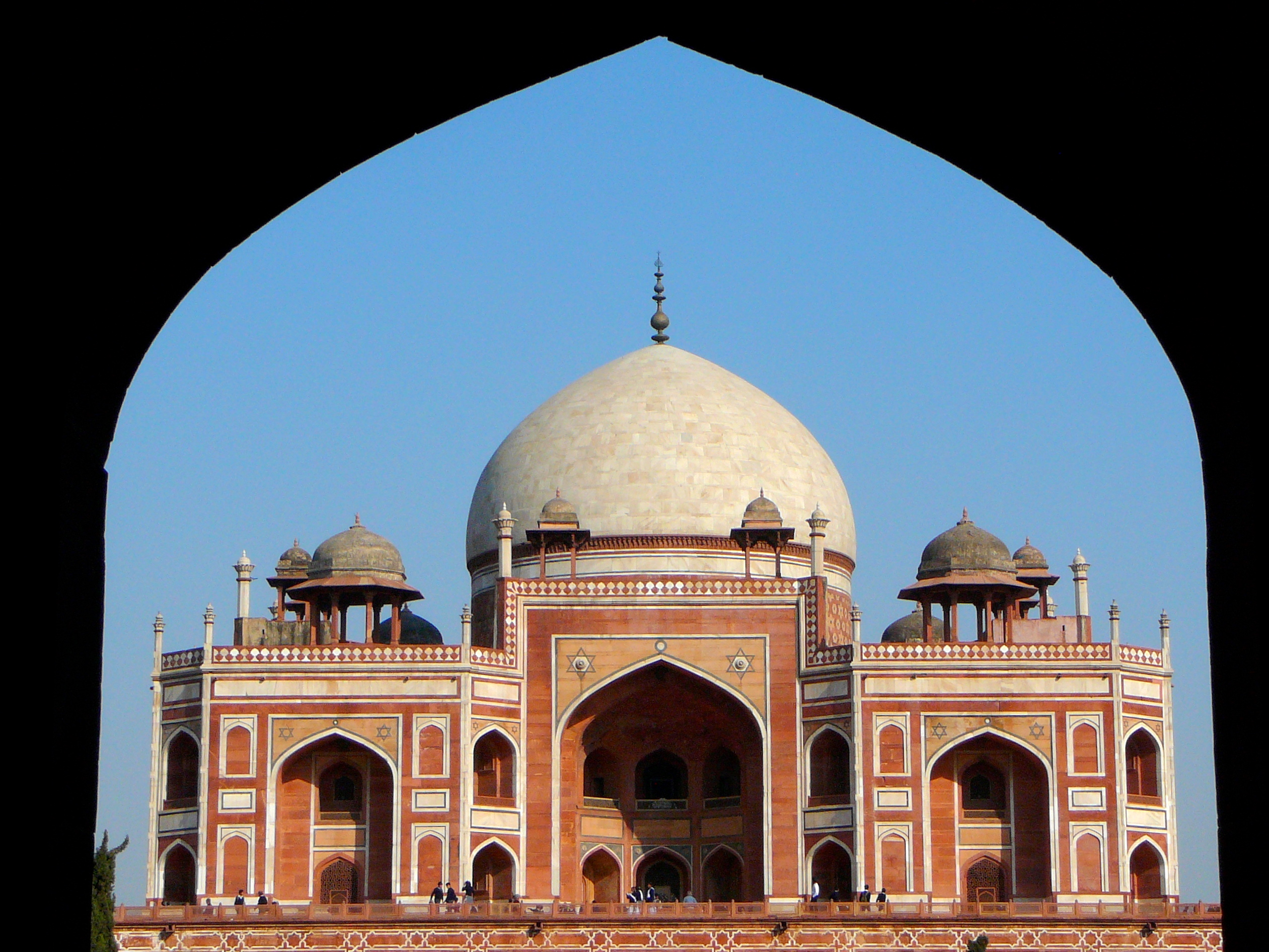
La tombe vue de l'entrée.
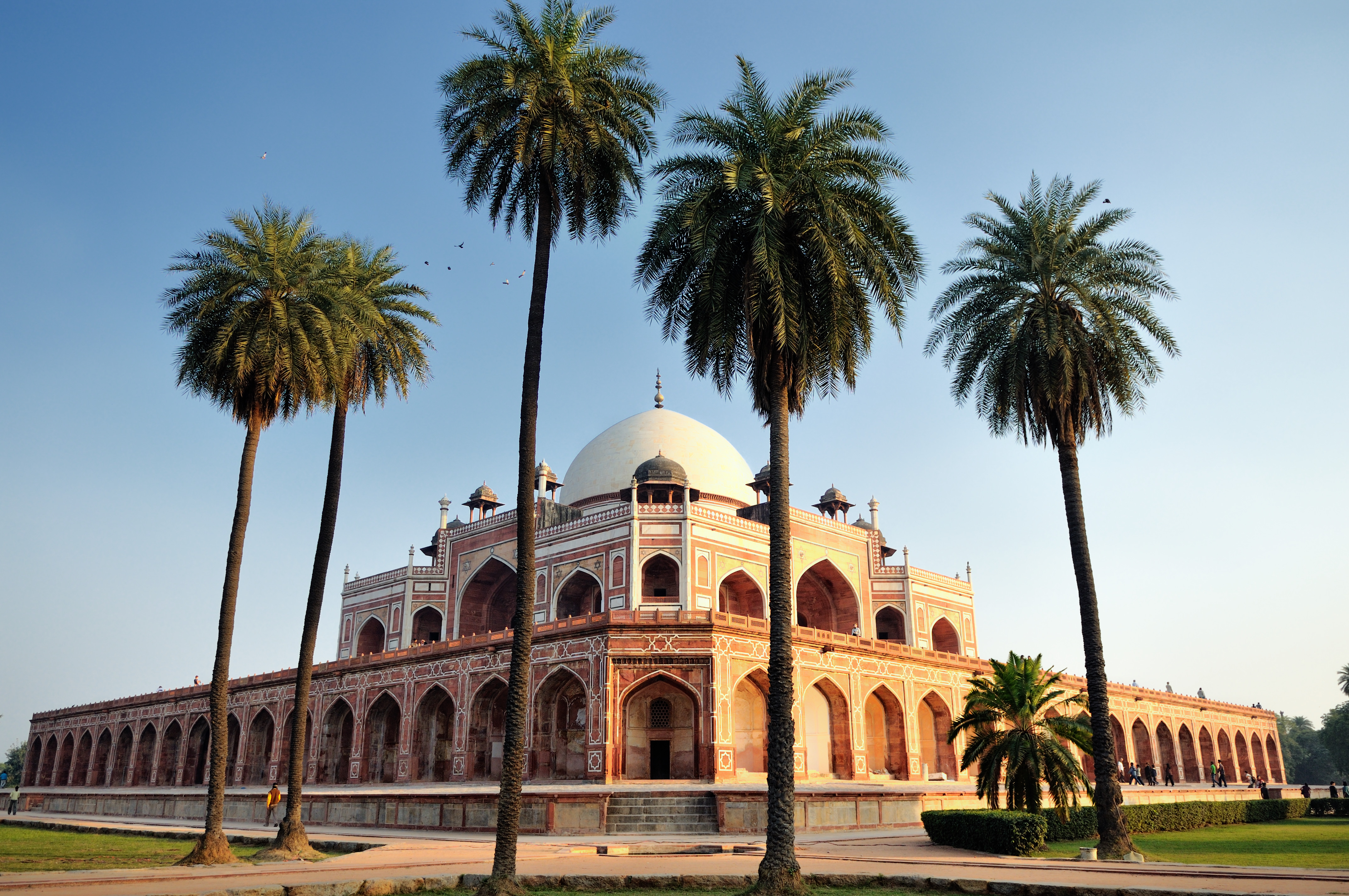
Symétrie de l'édifice.
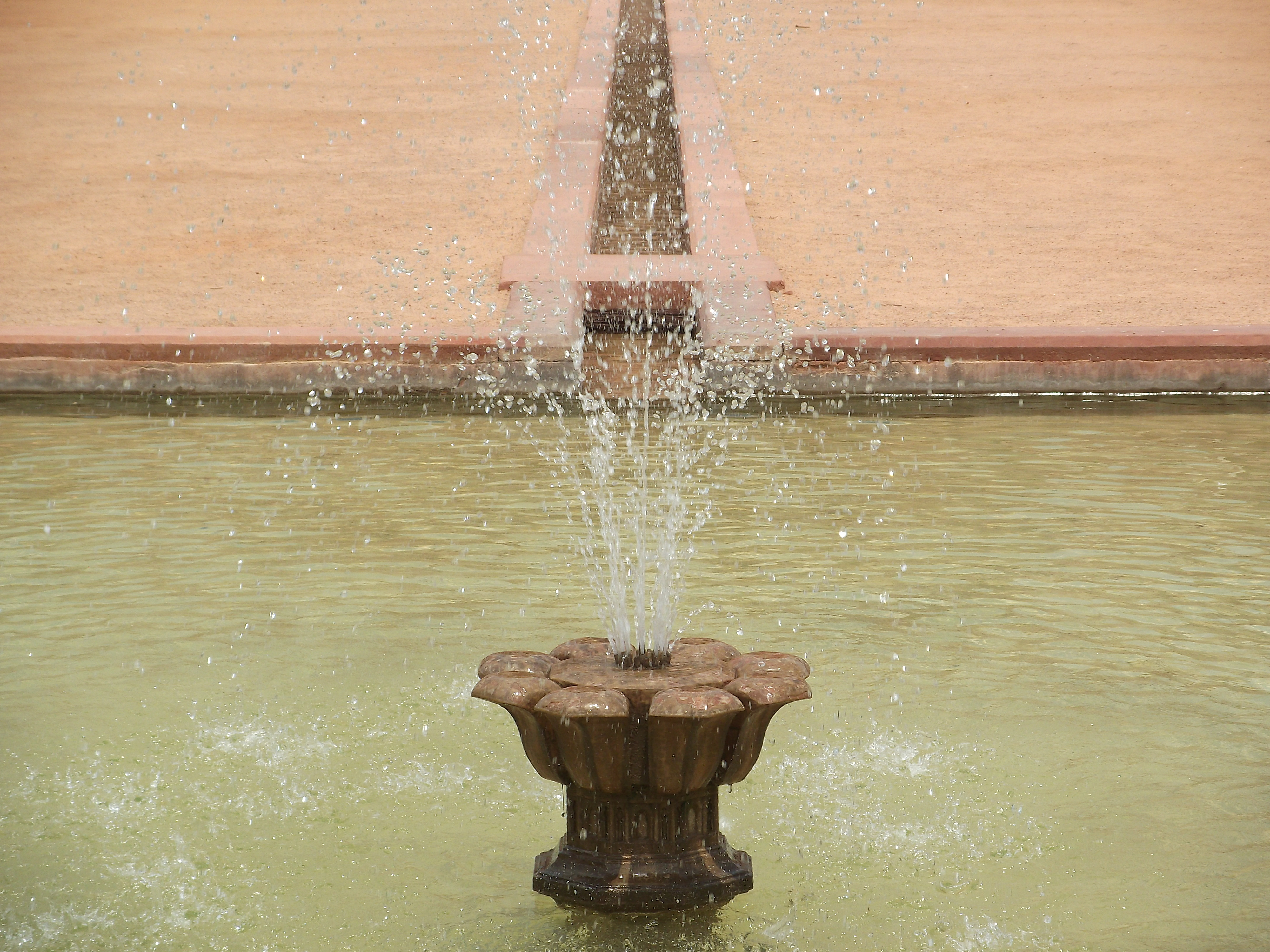
Fontaine du Chahar bagh.
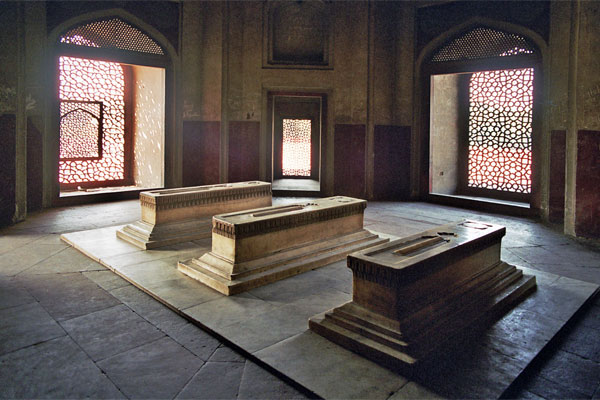
Cénotaphe.
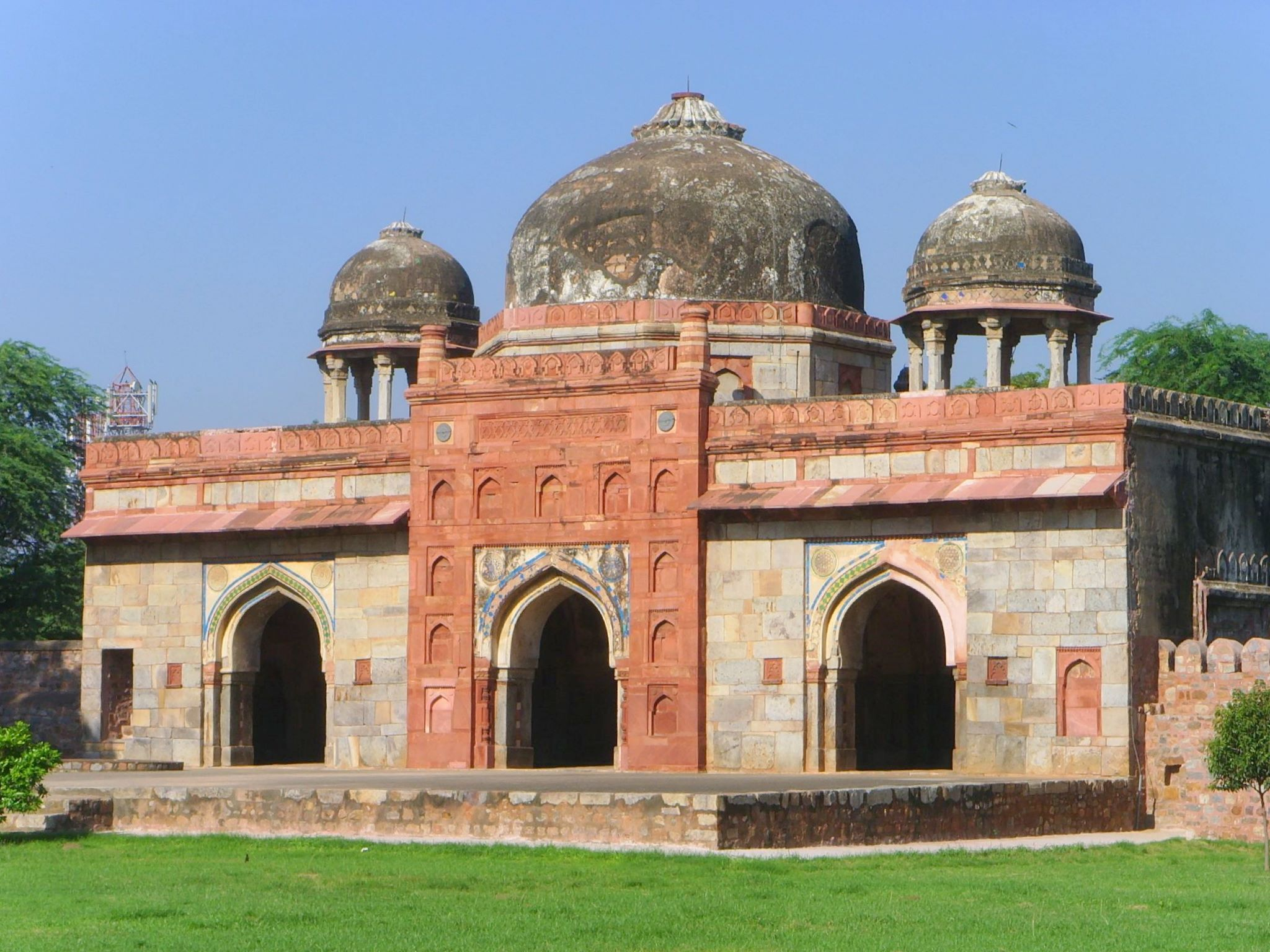
Mosquée d'Isa Khan, construite en 1547.
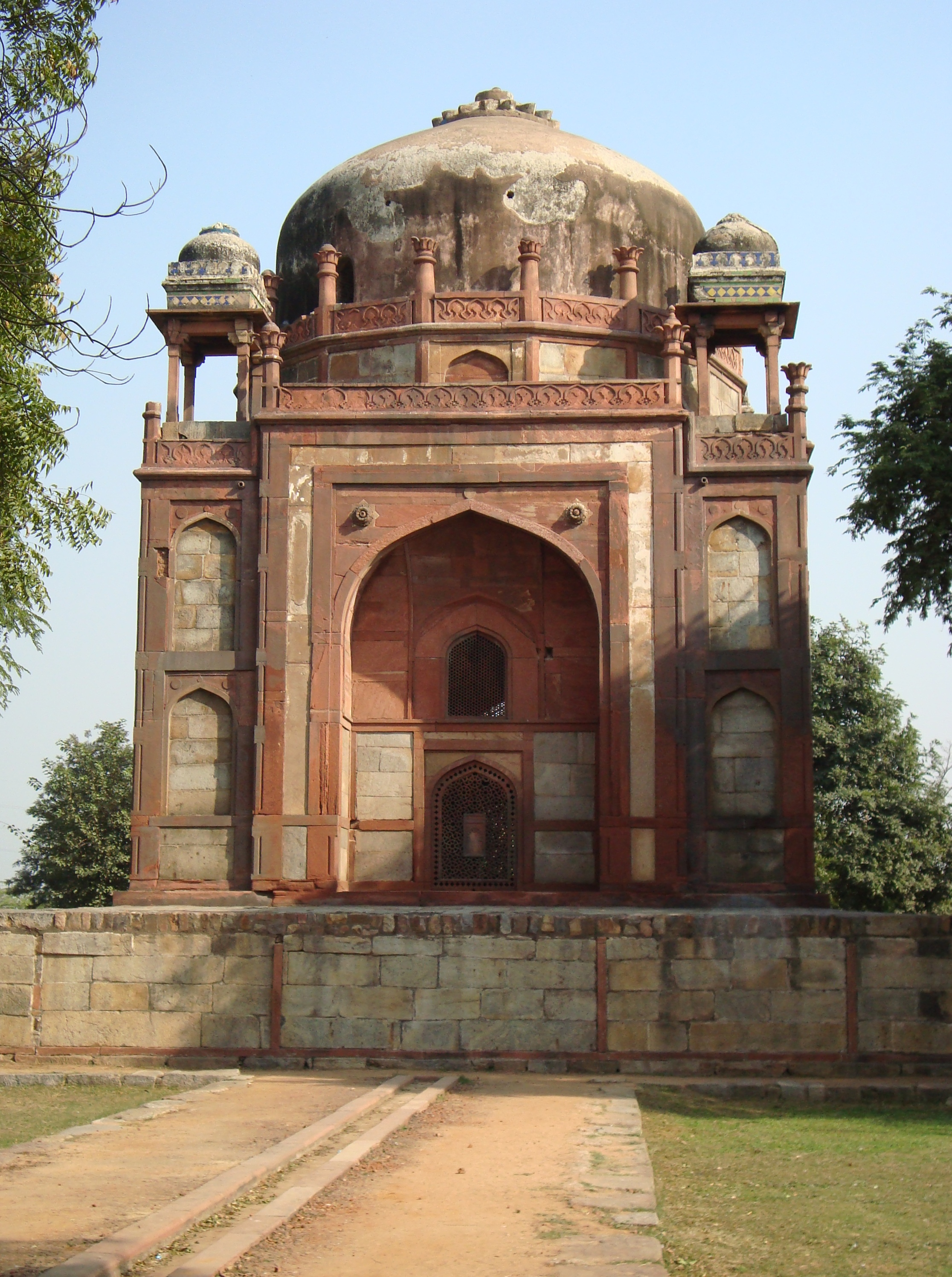
Nai-ka-Gumbad (tombe du Barbier).